# بولس الرهاوي (مترجم)
المار بولس (بالسريانية : باولا)، والمعروف عادة باسم بولس الرها أو بولس القبرصي، كان مطرانًا سريانيًا أرثوذكسيًا بيزنطيًّا من الرها والذي أُجبر على التخلي عن مقره بين عامي 602 و629 تقريبًا، عندما سقطت تحت حكم الإمبراطورية الساسانية. كان مترجمًا مهمًا للأعمال اللاهوتية اليونانية إلى السريانية. لا ينبغي الخلط بينه وبين الأسقف بولس الرهاوي الذي توفي في عام 526.
وفقًا ليعقوب الرهاوي، فر بولس إلى مصر مع العديد من الأساقفة الآخرين للهروب من الغزو والاحتلال الساساني لبلاد الرافدين والذي بدأ بسبب انشقاق وتمرد نارسيس، حاكم بلاد ما بين النهرين، الذي استولى على الرها بدعم من الساسانيين في 602-603 م. ثم فر من مصر إلى قبرص هربًا من الغزو الساساني لمصر في 618-621. في وقت عمله في الترجمة عن قبرص، كان يُوصف بأنه رئيس متوحدين (مشرف على الأديرة). من المحتمل أن بولس خرج من مجمع دير قنشري. تشير ملاحظة كتابية في مخطوطة يرجع تاريخها إلى عام 675، إلى نسخة سريانية من ترنيمة المجد في العلى لأثناسيوس الإسكندري على أنها "ترجمها بولس، وفقًا لتقليد قنشري".
في عام 623 أو 624، أثناء وجوده في قبرص، قام بولس بمراجعة ترجمة سابقة لخطابات غريغوريوس النزينزي الكاملة وتعليقات نونوس الزائف. وقد بقيت طبعته كاملة. وفي قبرص، ترجم أيضًا مجموعة من 295 ترنيمة (مانيوتو ، تَرانيم) بقلم سيفيروس الأنطاكي، ويوحنا بن أفتونيا، ويوحنا بسالتس وآخرين. هذه الترجمة التي تمّت بين عامي 619 و629، جعلها يعقوب الرهاوي في عام 675 أكثر حرفية. وفقًا لملاحظة يعقوب التوضيحية، فإن الترانيم "ترجمها مار بولس من اللغة اليونانية إلى اللغة الرهاوية أو السريانية وقد كان مار بولس أسقف مدينة الرها، أثناء وجوده في جزيرة قبرص، هاربًا من الفرس".
قد يكون بولس أيضًا هو مترجم الفقرة الشهيرة في إنجيل يوحنا (7: 50-8: 12) بشأن المرأة التي أُلقي القبض عليها في الزنا، والتي لم توجد في أقدم مخطوطات العهد الجديد السريانية من نسخ البشيطة والحركليان. وقد نُسبت إلى شخص معين يُدعى "عباس باولا" (الأب بولس)، والذي يُفترض عمومًا أنه بولس الرهاوي، على الرغم من اقتراح أنه ربما بولس التلّي، وهو معاصر ومنفي أيضًا من الغزو الساساني.
على الأقل يوجد تقويم طقسي سرياني أرثوذكسي يحتفل بذكرى بولس في 23 آب باعتباره "بولس، أسقف الرها، الذي ترجم الكتب".

## الاستشهادات
1. 1 2 3  Jullien & Nicholson 2018.
2. 1 2 3 4 5  Brock 2011.
3. 1 2 3 4  Brooks 1909، صفحة 5.
4. 1 2  Tannous 2013، صفحة 94, n. 40.
5. ↑  Tannous 2018، صفحة 172.
6. ↑  Brooks 1911، صفحة 800.